# Эмотт, Кристофер
Кристофер Эмотт (англ. Christopher Amott) — шведский гитарист и вокалист, младший брат Майкла Эмотта и один из основателей групп Arch Enemy и Armageddon. Кристофер был в составе группы Arch Enemy в период с 1996 по 2005, а затем с 2007 по 2011 год . Осенью 2014 доиграл тур вместо ушедшего из Arch Enemy Ника Кордла. С 2017 по 2023-й год выступал сессионным гитаристом в Dark Tranquillity.

## Используемое оборудование
Кристофер Эмотт — эндорсер гитар японской фирмы Caparison Guitars.
- Caparison Dellinger Christopher Amott Signature model (с логотипом Arch Enemy logo в качестве графики на гитаре; чёрная, серебристая, и белая), оснащена звукоснимателями Seymour Duncan SH-1n в неке и середине и Caparison PH-R в бридже.
- Caparison TAT Iceberg (1997—2002)
- Caparison Horus (см. видео 'The Immortal')
- ESP Guitars Custom Horizon model (см. видео Live Apocalypse DVD)
- ESP Guitars M-II с кленовой накладной и звукоснимателями Seymour Duncan. Можно увидеть в tour-movie «The Road To Japan» на DVD Tyrants Of The Rising Sun.
- Jackson USA Custom Shop Soloist SL-2H белого цвета с золотой фурнитурой. Использовался в качестве основной гитары в японских турах 2016 и 2019 годов проекта Black Earth (воссоединение оригинального состава Arch Enemy), виден на видеозаписях концертов тура. Есть на фото 2017 года вместе с Кристофером (указан как участник Dark Tranquility) в официальном аккаунте Jackson Guitars в Tumbler. Тж. см. официальное видео Black Earth / 'Burn On the Flame'.
- Jackson USA Custom Shop Soloist SL-2H черного цвета с золотой фурнитурой, кленовой накладкой грифа и звукоснимателями DiMarzio. Использовался в турах Dark Tranquility. Тж. см. официальное видео ARMAGEDDON / 'Equalizer' [Official Guitar Playthrough Video].
- Jackson USA Select Series Soloist SL-2H в окраске Yellow Bengal, со звукоснимателями Seymour Duncan SH-1n '59 Model и TB-4 JB Model. Использовался в качестве резервной гитары в японском туре 2016 года проекта Black Earth (воссоединение оригинального состава Arch Enemy). Подписан Кристофером на голове грифа и на пластиковой крышке пружин. Позднее был продан с японского аукциона.
- Jackson USA Custom Shop Kelly черного цвета с окантовкой и хромированной фурнитурой, бриджем Tune-O-Matic с задним струнодержателем (что нехарактерно для Jackson Kelly с Tune-O-Matic, так как на них струны, как правило, устанавливаются сквозь корпус) и звукоснимателями DiMarzio. Заказан специально для работы с Dark Tranquility, поскольку они считали, что для их музыки тремоло не подходит, к тому же Крис хотел иметь возможность менять строй, а не менять по-разному настроенные гитары. Есть на многих фотографиях с Dark Tranquility.
- Jackson Pro Series SL2Q MAH HT цвета Fuchsia Burl. Использовался с Dark Tranquility, например, на концертах 2017 года в Германии.
- Jackson Randy Rhoads RR-24 белого цвета с черными полосками и звукоснимателями EMG. Cм. официальное видео ARMAGEDDON / 'Equalizer' [Official Guitar Playthrough Video].
- Jackson X Series Soloist SL-4X цвета Bubblegum Pink. См. видео "Guest solo for Diamond Kobra".
- D’Addario Strings (11-58 заказной набор)
- Rocktron Hush
- Boss TU-2 Tuner
- Boss Digital Delay DD-3
- Peavey JSX Amps
- Randall RM100 head

## Дискография

### Arch Enemy
- 1996 — Black Earth
- 1998 — Stigmata
- 1999 — Burning Bridges
- 2000 — Burning Japan Live 1999
- 2001 — Wages of Sin
- 2002 — Burning Angel (EP JAPAN only)
- 2003 — Anthems of Rebellion
- 2003 — Dead Eyes See No Future (EP)
- 2005 — Doomsday Machine
- 2006 — Live Apocalypse (2-дисковый DVD)
- 2007 — Rise of the Tyrant
- 2008 — Tyrants of the Rising Sun - Live in Japan (1 — DVD, 2 — CD, 2 — винил)
- 2009 — The Root of All Evil
- 2011 — Khaos Legions

### Armageddon
- 1997 — Crossing the Rubicon
- 2000 — Embrace the Mystery
- 2002 — Three

### Сольно
- 2010 — Follow Your Heart[1]
- 2012 — Impulses